# Corignac
Corignac là một xã trong tỉnh Charente-Maritime trong vùng Nouvelle-Aquitaine, tây nam nước Pháp. Xã Corignac nằm ở khu vực có độ cao trung bình 63 mét trên mực nước biển.